# OFK Petrovac
Maillots
Le Omladinski Fudbalski klub Petrovac (en monténégrin : Омладински Фудбалски клуб Петровац), plus couramment abrégé en OFK Petrovac, est un club monténégrin de football fondé en 1969 et basé dans la ville de Petrovac.

## Bilan sportif

### Palmarès
| Compétitions nationales |
| --- |
| - Championnat du Monténégro (0) : - Vice-champion : 2024-25. - Coupe du Monténégro (1) : - Vainqueur : 2008-09. - Finaliste : 2014-15. |

### Bilan européen
Note : dans les résultats ci-dessous, le score du club est toujours donné en premier
| Saison    | Compétition  | Tour             | Club                  | Domicile | Extérieur | Total |
| --------- | ------------ | ---------------- | --------------------- | -------- | --------- | ----- |
| 2009-2010 | Ligue Europa | Deuxième tour Q  | Anorthosis Famagouste | 3 - 1 ap | 1 - 2     | 4 - 3 |
| 2009-2010 | Ligue Europa | Troisième tour Q | Sturm Graz            | 1 - 2    | 0 - 5     | 1 - 7 |

Légende
- Victoire ou qualification pour le tour suivant.
- Match nul.
- Défaite ou élimination de la compétition.

## Personnalités du club

### Présidents du club
- Matija Tepeš

### Entraîneurs du club
- Vanja Pejović